# Carolus Bartholomeus De Ridder

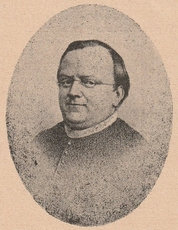

Carolus Bartholomeus De Ridder (Deurne-Borgerhout, 24 augustus 1824 - Mechelen, 28 april 1876) was een priester en geschiedkundige. Hij was de zoon van Pieter Mattheus de Ridder, secretaris van zijn geboortedorp, en van Maria Theresia Keirsmaeckers.
De Ridder werd als priester gewijd op 23 december 1848. Werd onderpastoor te Sint-Gillis op 11 juli 1849 en in de Sint-Joannes en Stephanusparochie der Miniemen te Brussel op 30 september 1852. Hij werd benoemd tot secretaris en archivaris van het aartsbisdom Mechelen op 10 oktober 1868. Benoemd door kardinaal Engelbert Sterckx tot ere-kanunnik van het Metropolitaan Kapittel van Sint-Rombouts te Mechelen op 28 april 1876.

## Bron
- Edm. Reusens, "Analectes pour servir à l'histoire de la Belgique", deel XIV (1877), blz 5.